# Iványi Frigyes
Iványi Frigyes, 1951-ig Kaiser Frigyes Dezső (Budapest, Terézváros, 1916. június 27. – Budapest, Józsefváros, 1959. február 14.) orvos, az orvostudományok kandidátusa (1958).

## Élete
Kaiser Mór tanító és Bergl Hermin (1880–1972) fia. Egyetemi tanulmányait Bécsben, Lausanne-ban és Budapesten végezte. 1945 és 1950 között az Orvosegészségügyi Szakszervezet vezető munkatársaként dolgozott. 1950-től a Budapesti Orvostudományi Egyetemen az egészségügyi szervezés tanszék helyettes vezetője, majd 1954-től – Weil Emil halála után – a tanszék megbízott vezetője volt. 1958-ban A városi járóbetegforgalom című disszertációja alapján az orvostudományok kandidátusává minősítették.
Úttörő munkát végzett az egészségügyi szervezés tudományos művelésének hazai megszervezésében. Tudományos dolgozataiban a városi járóbeteg-ellátás modern formájának kidolgozásával foglalkozott. Tagja volt az Egészségügyi Tudományos Tanács Egészségügyi Szervezési Szakbizottságának, vezetőségi tagja az Egészségtudományi Szakcsoportnak, valamint tagja a Népegészségügy szerkesztőbizottságának és az Országos Antialkoholista Bizottságnak. Öngyilkos lett.
Felesége dr. Szántó Katalin volt, akit 1950-ben Budapesten vett nőül.

## Főbb művei
- A kommunizmus nagy építkezéseinek egészségügye (Budapest, 1953)
- A városi járóbetegforgalom: kandidátusi értekezés tételei. Kiadta: a Tudományos Minősítő Bizottság (Budapest, 1956)
- Az alkoholizmus szerepe a népgazdaságban (Budapest, 1957)
- A betegirányítás néhány budapesti rendelőintézetben (Budapest, 1957)
- 15 kérdés 15 felelet (Budapest, 1958)
- Az alkohol-hatás és a balesetek (Budapest, 1959)

## Díjai, elismerései
- Magyar Köztársasági Érdemérem arany fokozata (1948)[5]